# 宣仁皇后
宣仁皇后（せんじんこうごう）は、北宋の英宗の皇后。1085年から1093年までの間、太皇太后として臨朝称制した。姓は高氏、幼名は滔滔（とうとう）。宣仁太后とも呼ばれた。

## 生涯
亳州蒙城県の人。高遵甫と曹氏（仁宗の皇后曹氏の姉）の娘として生まれた。慶暦7年（1047年）、団練使趙宗実（後の英宗）にとつぎ、京光郡君となった。夫婦仲は良く、趙頊（後の神宗）など多くの子供を産んだ。
嘉祐8年（1063年）4月1日、仁宗が崩じた。男子がなかったので、曹皇后が宗室のうちから、仁宗の従兄の子である趙宗実を帝位に即かせた。4月29日、高氏は皇后に立てられた。治平4年（1067年）正月に英宗が崩じて長男の神宗が立つと、皇太后となった。
元豊8年（1085年）3月、神宗が崩じて幼い哲宗が立つと、太皇太后となり垂簾聴政した。高太后は旧法を回復するよう努め、司馬光・呂光著らを起用して新法派を排斥し、熙寧・元豊年間に立てられた法を廃止していった。当時まだ少年であった哲宗には反対され、祖母と孫の間は険悪になった。
元祐8年（1093年）9月、崩じた。 哲宗は実の祖母の廃位を準備したが、母の朱太妃が諫言したので取りやめた。

## 逸話
- 仁宗の男子がことごとく夭逝したため、仁宗の従甥である趙宗実（後の英宗）は幼くして宮中で養育され、その際に曹皇后の姪で同年齢の高滔滔と幼馴染になった。その後、張氏（温成皇后）が仁宗の寵愛を独占し、仁宗は張氏に男子が生まれるのを心待ちにして、趙宗実を実家へ戻した。結局、張氏には薨去するまで男子が生まれなかった。
- 曹皇后は高氏を一度は仁宗に勧めたが、仁宗は「そなたの近親の成長を待ってはおれぬ。宗実が成長すれば、その妻にふさわしかろう」と言って拒否した（高氏が生まれたのは曹氏が皇后になる2年前で、仁宗の22歳下になる）。
- 曹太后は高皇后に対し、英宗の妃嬪が少ないことをとがめた。高皇后は腹を立て、「私は団練使に嫁ぎました、皇帝に嫁いだのではありません」と応じた。

## 子女
- 趙頊（神宗）
- 陳国長公主（恵和帝姫）
- 趙顥（呉栄王）
- 趙顔（潤王）
- 蜀国長公主（明恵帝姫）
- 韓国魏国大長公主（賢徳懿行帝姫）

## 伝記資料
- 『続資治通鑑長編』
- 『宋史』
- 『宋会要輯稿』